# Ripipteryx pasochoensis
Ripipteryx pasochoensis is een rechtvleugelig insect uit de familie Ripipterygidae. De wetenschappelijke naam van deze soort is voor het eerst geldig gepubliceerd in 2010 door Heads.